# Alleanza Democratica (Italia)
Alleanza Democratica (AD) fu un partito politico italiano di centro-sinistra, attivo dal 1993 al 1997.

## Storia

### Fondazione
I protagonisti della sua nascita furono:
- l'Unione dei Progressisti 18 ottobre, cui avevano aderito cattolici-sociali come Pietro Scoppola; laici, come Giuseppe Ayala (ex-Partito Repubblicano Italiano) e Paolo Battistuzzi (ex Partito Liberale Italiano); ambientalisti, come Giovanna Melandri di Legambiente e membro della Direzione Nazionale del Partito Democratico della Sinistra; esponenti della sinistra riformista, come Willer Bordon, Ferdinando Adornato (entrambi ex-PDS), Giorgio Benvenuto, Giorgio Ruffolo (entrambi ex-Partito Socialista Italiano).
- Mariotto Segni, leader dei Popolari per la Riforma;
- Giorgio Bogi, coordinatore del PRI.

Il 18 ottobre 1992 i tre soggetti politici avevano avviato un processo di convergenza chiamato Verso l'Alleanza Democratica. Il processo fu concluso il 15 luglio 1993 con la fondazione di Alleanza Democratica.
Il nome Alleanza Democratica era legalmente di proprietà di Silvio Simi, il quale acconsentì all'uso da parte del movimento in base a un accordo stipulato con Willer Bordon e fu nominato membro dell'organo dirigente del partito, secondo la delibera del Comitato Nazionale di A.D. l'8 ottobre 1993. In seguito Silvio Simi diede vita con Ferdinando Adornato alla rivista Liberal.
Nel novembre 1993 aderisce l'ex-leghista Franco Castellazzi, lanciando la campagna antifisco durante una conferenza stampa e provocando qualche polemica sul suo ruolo all'interno del partito.
Il partito nacque come risposta alla voglia di rinnovamento politico che iniziava a serpeggiare nell'Italia scossa dagli scandali politici di Tangentopoli. L'idea dominante era quella di dar vita a un'ampia coalizione di centrosinistra, in previsione di un sistema a soli due partiti di cui tanto si parlava allora, ma la mancata adesione del maggiore partito di sinistra, il PDS, ridimensionò la portata dell'evento. Tale ruolo di aggregazione venne invece ricoperto l'anno successivo dalla coalizione dei Progressisti.
Contemporaneamente a destra per contrapporsi ad AD anche nel nome, nasceva Alleanza Nazionale: fu scelto per definire il partito o coalizione che avrebbe dovuto contrapporsi all'analoga Alleanza Democratica, partito o coalizione che si sarebbe formato a sinistra.
Dopo breve tempo dalla nascita del partito si verificarono le prime importanti defezioni. Il 29 settembre Mariotto Segni abbandonò AD per lanciare un proprio progetto politico di aggregazione delle forze centriste, concretizzato il 5 novembre con la creazione del "Patto di Rinascita Nazionale", detto anche Patto Segni.

### Le elezioni politiche ed europee del 1994
Il 30 gennaio 1994, su proposta di Giorgio La Malfa, che il 22 gennaio aveva assunto nuovamente la segreteria del Partito Repubblicano Italiano, il Consiglio Nazionale del PRI decise di lasciare AD e di schierarsi con il Patto Segni. Per reazione uscirono dal PRI Giorgio Bogi, Giuseppe Ayala e Libero Gualtieri, che diedero vita ad un nuovo soggetto politico, Sinistra Repubblicana, collocato in AD.
Al progetto di AD aderirono anche personalità come Margherita Hack e Miriam Mafai.
Alleanza Democratica aderì poi alla coalizione dei Progressisti, nell'ambito della quale partecipò alle elezioni politiche del 1994, in cui ottenne 18 deputati e 6 senatori, in maggioranza ex repubblicani. Nella quota proporzionale per la Camera dei deputati presentò una propria lista, che ottenne l'1,2% dei voti e nessun seggio.
Alle successive elezioni per il Parlamento Europeo del 12 giugno si presentò in coalizione con il PSI ottenendo l'1,8% dei voti e due eurodeputati eletti, entrambi del PSI.
La doppia sconfitta elettorale provocò le dimissioni, poi rientrate, di Willer Bordon da coordinatore ed il progressivo declino del partito, che per risollevarsi partecipò alla creazione di nuove aggregazioni con altre formazioni politiche moderate di centrosinistra.
Il 26 marzo 1995 AD diede vita, insieme ai Socialisti Italiani e al Patto Segni, alla coalizione del Patto dei Democratici, che si presentò alle elezioni regionali ottenendo complessivamente il 4,2% dei voti e 33 consiglieri regionali.

### Le elezioni politiche del 1996 e defezioni
Alle elezioni del 1996 AD non si presentò con un proprio simbolo ma sotto le insegne dell'Ulivo, la maggiore coalizione del centro-sinistra.
Nonostante la vittoria elettorale, nei mesi successivi AD scomparve dalla scena politica ed i suoi aderenti confluirono nel partiti di centrosinistra: Giovanna Melandri rientrò prima delle elezioni del 1996 nel PDS; Giorgio Bogi e la sua Sinistra Repubblicana confluirono più tardi nei Democratici di Sinistra; Giorgio Benvenuto diede vita all'associazione "Riformatori per l'Europa", aderendo poi anch'egli ai DS; Giorgio La Malfa aderì a Rinnovamento Italiano. Ferdinando Adornato invece si spostò nell'area di centrodestra aderendo a Forza Italia.

### La confluenza nell'UD
Alleanza Democratica, guidata da Willer Bordon, il 1º marzo 1997 decise di confluire nell'Unione Democratica di Antonio Maccanico.
Willer Bordon fu poi nel 1998 tra i fondatori dell'Italia dei Valori di Antonio Di Pietro e nel 1999 dei Democratici.

## Risultati elettorali
| Elezione               | Elezione               | Voti                   | %                      | Seggi    |
| ---------------------- | ---------------------- | ---------------------- | ---------------------- | -------- |
| Politiche 1994         | Camera prop.           | 456.114                | 1,18                   | 0 / 155  |
| Politiche 1994         | Camera magg.           | Nei Progressisti       | Nei Progressisti       | 17 / 475 |
| Politiche 1994         | Senato                 | Nei Progressisti       | Nei Progressisti       | 8 / 315  |
| Europee 1994 (con PSI) | Europee 1994 (con PSI) | 600.106                | 1,82                   | 0 / 87   |
| Politiche 1996         | Camera                 | Nei Popolari per Prodi | Nei Popolari per Prodi | 3 / 630  |
| Politiche 1996         | Senato                 | Nell'Ulivo             | Nell'Ulivo             | 1 / 315  |

## Congressi Nazionali
- I Congresso - Arezzo, 8-10 luglio 1994
- II Congresso - Roma, 24-26 marzo 1995 - Nasce l'Italia dei Democratici
- III Congresso - Roma, 17 ottobre 1996